# Cicognolo
Cicognolo (Sigugnól in dialetto cremonese) è un comune italiano di 970 abitanti della provincia di Cremona, in Lombardia.

## Storia

### Simboli
Lo stemma e il gonfalone sono stati concessi con decreto del presidente della Repubblica del 4 ottobre 2001.
Lo stemma è di rosso, con quattro corone all'antica d'oro, gemmate e radiate di cinque punte visibili, disposte 1, 2, 1. Il gonfalone è un drappo rettangolare di giallo con la bordatura di azzurro.

## Monumenti e luoghi d'interesse

### Architetture civili
La principale opera di architettura civile è il castello di Cicognolo, le cui origini sono databili al XIV secolo. Della struttura originaria non rimangono tuttavia tracce: l'edificio attuale è il risultato di una ristrutturazione neogotica, operata nel 1839 su progetto di Luigi Voghera.

## Società

### Evoluzione demografica
Abitanti censiti

## Infrastrutture e trasporti
Tra il 1927 e il 1955 la località era servita da una stazione della tranvia Cremona-Asola, gestita in ultimo dalla società Tramvie Provinciali Cremonesi.